# Lenkom
Lenkom (rusky Ленком) je městské divadlo v Moskvě.

## Historie divadla
V roce 1927 bylo otevřeno Divadlo pracující mládeže pod patronátem Komsomolu. Toto divadlo si ve své době získalo popularitu a stalo se tak inspirací ke zřízení mnoha jiných komsomolských divadel. Do současné budovy se divadlo přestěhovalo roku 1933.
V roce 1937 bylo Divadlo pracující mládeže spojeno s  divadelním studiem Rubena Simonova a 20. února 1938 byla divadelní společnost přejmenována na Divadlo Leninského Komsomolu. Vedoucím byl jmenován Ivan Bersenev. V letech 1941-1943 bylo divadlo evakuováno do Uzbekistánu.
Od roku 1990 se divadlo jmenuje Lenkom. Vedoucím je od roku 1937 až do současnosti (2017) Mark Zacharov. Divadlo je financováno částečně z městských dotací.

## Historie budovy
Budova, ve které dnes divadlo sídlí, byla postavena v letech 1907-1909 pro Moskevský kupecký klub. Architektem byl Illirion Ivanov-Šic. Od října 1917 v budově sídlil politický klub Dům anarchie. Po jeho rozpuštění zde byla Centrální škola stranické a sovětské práce. V roce 1919 v budově otevřena Komunistická univerzita Sverdlova, v níž několikrát vystupoval Lenin. V roce 1923 zde bylo otevřeno kino Malaja Dmitrovka.